# Aloe ericahenriettae
Aloe ericahenriettae é uma espécie de liliopsida do gênero Aloe, pertencente à família Asphodelaceae.